# Portugal International 2003
Die Portugal International 2003 im Badminton fanden vom 10. bis zum 13. Januar 2003 in Caldas da Rainha statt. Es war die 38. Auflage dieser internationalen Titelkämpfe von Portugal.

## Sieger und Platzierte
| Disziplin    | Gold                              | Silber                         | Bronze                           |
| ------------ | --------------------------------- | ------------------------------ | -------------------------------- |
| Herreneinzel | Niels Christian Kaldau            | Irwansyah                      | George Rimarcdi                  |
| Herreneinzel | Niels Christian Kaldau            | Irwansyah                      | Eric Pang                        |
| Dameneinzel  | Pi Hongyan                        | Judith Meulendijks             | Kelly Morgan                     |
| Dameneinzel  | Pi Hongyan                        | Judith Meulendijks             | Juliane Schenk                   |
| Herrendoppel | Jim Laugesen Michael Søgaard      | Mathias Boe Michael Lamp       | Jesper Christensen Jesper Larsen |
| Herrendoppel | Jim Laugesen Michael Søgaard      | Mathias Boe Michael Lamp       | Rasmus Andersen Carsten Mogensen |
| Damendoppel  | Julie Houmann Helle Nielsen       | Ella Tripp Joanne Wright       | Joanne Davies Natalie Munt       |
| Damendoppel  | Julie Houmann Helle Nielsen       | Ella Tripp Joanne Wright       | Elin Bergblom Johanna Persson    |
| Mixed        | Fredrik Bergström Johanna Persson | Carsten Mogensen Helle Nielsen | Kristof Hopp Kathrin Piotrowski  |
| Mixed        | Fredrik Bergström Johanna Persson | Carsten Mogensen Helle Nielsen | Thomas Tesche Carina Mette       |

## Finalergebnisse
| Disziplin    | Sieger                            | Finalist                       | Ergebnis        |
| ------------ | --------------------------------- | ------------------------------ | --------------- |
| Herreneinzel | Niels Christian Kaldau            | Irwansyah                      | 15-4 15-13      |
| Dameneinzel  | Pi Hongyan                        | Judith Meulendijks             | 11-5 11-5       |
| Herrendoppel | Jim Laugesen Michael Søgaard      | Mathias Boe Michael Lamp       | 15-7 15-3       |
| Damendoppel  | Julie Houmann Helle Nielsen       | Ella Tripp Joanne Wright       | 11-1 3-11 11-3  |
| Mixed        | Fredrik Bergström Johanna Persson | Carsten Mogensen Helle Nielsen | 10-13 11-5 11-7 |